# Knud Sadolin
Knud Sadolin (født 12. oktober 1878 i Valløby, død 26. august 1960) var en dansk civilingeniør og direktør.
Sadolin var søn af sognepræst O.J. Sadolin (død 1908) og hustru Louise f. Marcussen (død 1906). Han blev cand.polyt. 1904, var ingeniør ved Københavns Kommunes vej- og kloakanlæg 1904-07, hos Ransome & Smith i New York 1907-08, var ledende ingeniør hos Marx & Windsor, Habana, Cuba 1908-11. Han var udsendt af Justitsministeriet til Færøerne for at projektere vejanlæg og havne 1911, indtrådt i A/S Sadolins Farver 1912; medstifter af A/S Sadolin & Holmblad, direktør 1912-49 og medlem af selskabets bestyrelse fra 1914, næstformand for denne fra 1955.
Han var medstifter af Foreningen af danske Farve- og Lakfabrikanter 1919 og formand for bestyrelsen fra stiftelsen til 1949, derefter æresmedlem; medlem af Industriforeningens repræsentantskab 1929-49; medstifter af Valløby gamle Præstegaard AS 1929. medlem af bestyrelsen samt administrator siden stiftelsen, bestyrelsens formand fra 1956; medlem af Dansk Principalforenings hovedbestyrelse 1930-40; medl. af Industrifagenes hovedbestyrelse 1933-49; medlem af styrelsen for Danmarks Tekniske Højskoles fond for teknisk kemi 1935-49; medlem af bestyrelsen for Kløvermarkens Golfklub 1935, formand fra 1936; Industriforeningens repræsentant i udvalget for Danmarks tekniske bibliotek 1940-49; medlem af bestyrelsen for Dansk Arbejdsgiverforenings industrigruppe 1940-49 og for Brancheforeningen for Lak- og Farveindustri 1940-44; medstifter af og medlem af bestyrelsen for Kemisk Værk Køge A/S 1946, næstformand for bestyrelsen fra 1955; bestyrelsens kommitterede i A/S Sadolin & Holmblad fra 1949 og i Kemisk Værk Køge A/S fra 1949.
Han var Ridder af Dannebrog og Dannebrogsmand.
Knud Sadolin blev gift 7. september 1912 med Ingeborg Prytz (22. maj 1887 - ?), datter af oberstløjtnant Holger Prytz og hustru Antonie født Briand de Crèvecoeur.